# Hans Freyer
Hans Freyer (Leipzig, 31 de julho de 1887 - Ebersteinburg, 18 de janeiro de 1969), filósofo, historiador e sociólogo alemão, foi professor de filosofia na Universidade de Kiel e de sociologia na Universidade de Leipzig.